# Benson (pez)
Benson (1984 - julio de 2009) fue una carpa común que alcanzó popularidad al ser capturada 63 veces en 13 años, aunque la accesibilidad que la hizo popular fue también la causa de controversia entre los pescadores deportivos. También ha sido llamada "pez de la gente" y fue votada por los lectores del Correo del pescador como la carpa favorita de Gran Bretaña en 2005.
El pez, una hembra, tuvo originalmente un compañero, Hedges, que desapareció en una crecida del río Nene en 1998. En su peso máximo, en 2006, alcanzó 64 libras y 2 onzas (29 kilos).
Benson murió en julio de 2009, a los 25 años de edad. En el momento de su muerte pesaba lo mismo que un perro grande y alcanzó un valor de 20.000 libras esterlinas. El propietario del lago donde vivía alegó que fue envenenada accidentalmente por pescadores que utilizan chufas crudas como cebo, aunque la posible causa de la muerte probablemente hayan sido las complicaciones durante la producción de huevos.

## Fama
Benson vivía en el lago Kingfisher, en el complejo Bluebell Lakes, en Tansor, a las afueras de Oundle, en Cambridgeshire. Fue una de aproximadamente 150 carpas en Bluebell Lakes, que se gestionan "para proporcionar el mejor ambiente para el potencial de crecimiento de los peces". Steve Broad, editor de la revista UK Carp, atribuye la fama de Benson a "su accesibilidad":   
Entre los aficionados a la pesca hay sólo acerca de 20 carpas que pueden considerarse "nombres conocidos". Benson estaba cerca de la cima de esa liga. Lo que hizo famosa a Benson era su accesibilidad (...) Cualquiera podía ir e intentar atraparla.
Sin embargo, esta misma accesibilidad ocasionó polémica entre la élite de este deporte: "Los pescadores aficionados la querían porque existía la posibilidad de que pudieran hacerse una foto con uno de los peces gordos ... algunos pescadores serios no les gustaba porque era abierta a todo el mundo". 
El récord de Benson de ser capturada tantas veces enmascara su imprevisibilidad: "Hubo un período en que Benson fue capturada todos los lunes durante seis semanas. Entonces pareció desaparecer durante los siguientes 12 meses".[cita requerida]

## Muerte
El Daily Telegraph informó en 2009 que el pez había sido 'envenenado':
"Una cantidad de frutos secos crudos, que son tóxicos para los peces que se hinchan porque no pueden procesarlas, se encuentra cerca de la orilla".
El dueño de Bluebell Lakes, Tony Bridgefoot, dijo que temía que el pez hubiera sido asesinado por 'pescadores irresponsables':
"Parece que su fallecimiento se debió a la introducción de alimentos que son perjudiciales para los peces", dijo en una entrevista.
El sucesor de Benson como una carpa común grande y popular no puede vivir demasiado lejos del antiguo refugio de los peces. "El mismo complejo donde vivía Benson cuenta con una gran cantidad de prometedores peces de 40 libras Hay uno —el Z-Fish— que está cerca de las 50 libras y sigue creciendo", también agregó Bridgefoot.[cita requerida]
Desde entonces se ha confirmado que la causa más probable de la muerte no fue una intoxicación, sino complicaciones reproductivas debidas a la gravidez.